# Bogatovo, Gabrovo
Bogatovo (în bulgară Богатово) este un sat în comuna Sevlievo, regiunea Gabrovo,  Bulgaria. 

## Demografie
Componența etnică a satului Bogatovo
     Bulgari (85,71%)
     Turci (10,47%)
     Nicio identificare (3,8%)
     Altele (0%)
La recensământul din 2011, populația satului Bogatovo era de 420 locuitori. Din punct de vedere etnic, majoritatea locuitorilor (85,71%) erau bulgari, cu o minoritate de turci (10,47%). Pentru 3,8% din locuitori nu este cunoscută apartenența etnică.